# Nova Oleksandrivka, Semenivka
Nova Oleksandrivka (în ucraineană Нова Олександрівка) este un sat în comuna Tovste din raionul Semenivka, regiunea Poltava, Ucraina.

## Demografie
Componența lingvistică a localității Nova Oleksandrivka
     Ucraineană (93,48%)
     Rusă (6,52%)
Conform recensământului din 2001, majoritatea populației localității Nova Oleksandrivka era vorbitoare de ucraineană (93,48%), existând în minoritate și vorbitori de rusă (6,52%).